# Ute Bartelt

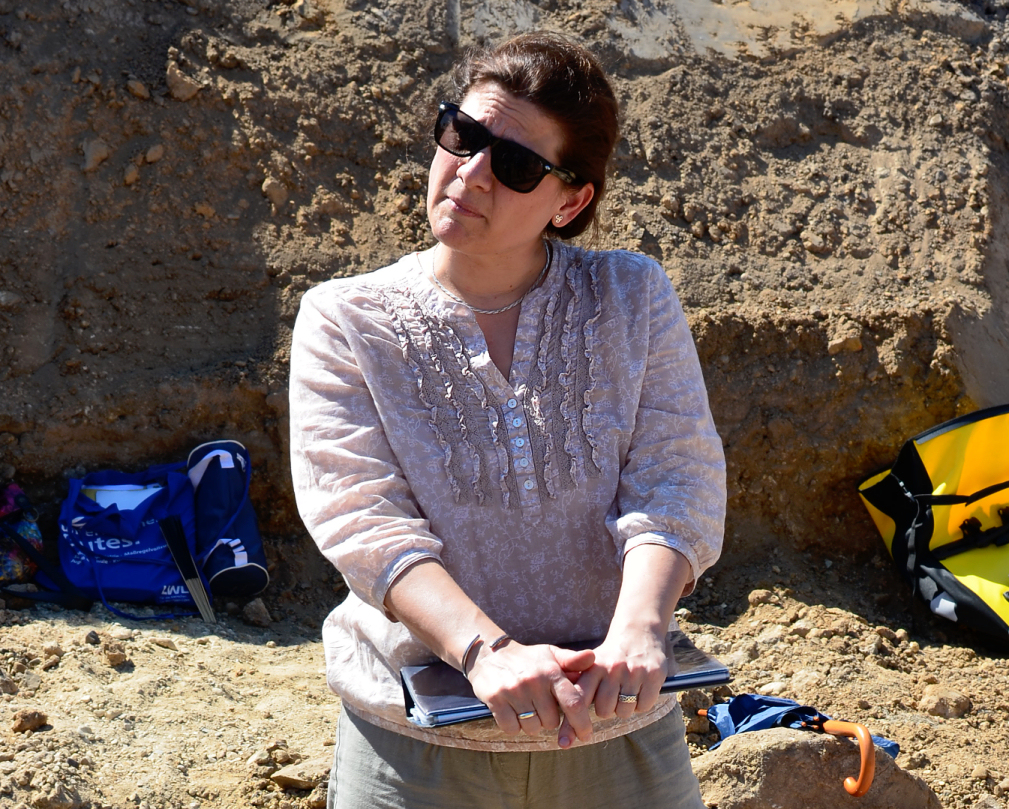
Ute Bartelt bei einer Ausgrabung in Pattensen, 2018

Ute Bartelt (* um 1975) ist eine deutsche Archäologin für Ur- und Frühgeschichte. Als Kommunalarchäologin in Niedersachsen nimmt sie Aufgaben der Bodendenkmalpflege für die Region Hannover wahr.

## Werdegang
Ute Bartelt wuchs in Wilhelmshaven auf, wo sie die Grundschule besuchte. Ihre Schulzeit schloss sie 1994 mit dem Abitur an der Luisenschule Essen ab. Sie studierte Ur- und Frühgeschichte, Klassische Archäologie sowie Alte Geschichte an der Ruhr-Universität Bochum und an der Christian-Albrechts-Universität Kiel.
Nach dem Studium war sie in der Museumspädagogik des LWL-Museums für Archäologie in Herne tätig. Im Niedersächsischen Landesamt für Denkmalpflege in Hannover war sie wissenschaftliche Volontärin im Referat Archäologie. Dort gehörte sie dem Regionalteam Hannover an und nahm Aufgaben in der Denkmalerfassung, der Planung und der Öffentlichkeitsarbeit wahr; sie war auch an Ausgrabungen in der Region Hannover und in Hildesheim beteiligt. In Hildesheim war sie von 2008 bis 2018 Stadtarchäologin.
Bartelt war am Aufbau einer neuen Dauerausstellung im Landesmuseum für Vorgeschichte (Halle)  beteiligt. Von dort leitete sie eine Ausgrabung an der Bückethaler Landwehr. Sie gilt als Spezialistin für Großsteingräber. Im Jahr 2008 übernahm sie die Aufgabe als Kommunalarchäologin in Hildesheim und für die Region Hannover. Im Bereich der Region Hannover war sie unter anderem für die archäologischen Untersuchungen am Ringwall auf dem Gehrdener Berg, der Wüstung Klein-Hemmingen, dem Römischen Marschlager von Wilkenburg und dem Weidemannschen Hof zuständig.

## Schriften und Beiträge (Auswahl)
- mit Henriette Brink-Kloke, Hayo Heinrich: Das Schlüsselloch-Gräberfeld am Oespeler Bach. Befunde und Funde der jüngeren Bronzezeit am Hellweg in Oespel und Marten, Stadt Dortmund (= Bodenaltertümer Westfalens. 43). von Zabern, Mainz 2006, ISBN 3-8053-3719-1.
- mit Jörg Eckert: Neues zum Megalithgrab „Bakenhus“ bei Großenkneten. In: Die Kunde. N. F. Band 58, 2007, S. 71–86, (Online).
- RiesenWerk. Wieviel Arbeit macht ein Großsteingrab? In: Archäologie in Niedersachsen. Band 10, 2007, S. 22–26, (Online).
- Ausgrabungen an der Bückethaler Landwehr, Ldkr. Schaumburg. In: Berichte zur Denkmalpflege in Niedersachsen. Band 28, Nr. 1, 2008, S. 27–29, (Online).
- Eigene Bauweise – Großsteingräber im westlichen Niedersachsen. In: Archäologie in Deutschland. Nr. 4, 2009, S. 26–29, (Online).